# Chaca burmensis
Chaca burmensis är en fiskart som beskrevs av Brown och Ferraris, 1988. Chaca burmensis ingår i släktet Chaca och familjen Chacidae. IUCN kategoriserar arten globalt som otillräckligt studerad. Inga underarter finns listade i Catalogue of Life.